# Domaine fréquentiel
 (mars 2023).
Si vous disposez d'ouvrages ou d'articles de référence ou si vous connaissez des sites web de qualité traitant du thème abordé ici, merci de compléter l'article en donnant les références utiles à sa vérifiabilité et en les liant à la section « Notes et références ».

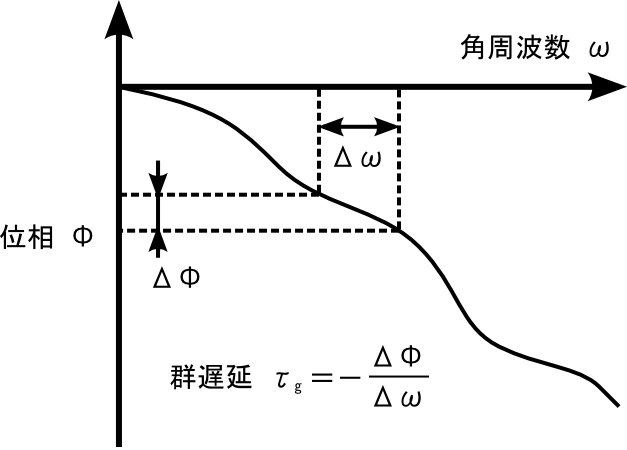

Le domaine fréquentiel se rapporte à l'analyse de fonctions mathématiques ou de signaux physiques manifestant une fréquence.
Alors qu'un graphe dans le domaine temporel  présentera les variations dans l'allure d'un signal au cours du temps, un graphe dans le domaine fréquentiel montrera quelle proportion du signal appartient à telle ou telle bande de fréquence, parmi plusieurs bancs. Une représentation dans le domaine fréquentiel peut également inclure des informations sur le décalage de phase qui doit être appliqué à chaque sinusoïde afin de reconstruire le signal en domaine temporel.
Les séries de Fourier et transformées de Fourier permettent de décomposer, dans le domaine fréquentiel, une fonction en une infinité ou un nombre fini de fréquences. L'idée de base de la série de Fourier est que toute forme d'onde peut être décomposée en une somme de sinusoïdes (éventuellement une infinité).
Un analyseur spectral, par exemple le spectromètre, permet de visualiser les signaux physiques du domaine fréquentiel.

## Magnitude et phase
Par transformée en Z, de Laplace ou de Fourier, le spectre de fréquence est complexe et décrit la magnitude et la phase. Pour bien des applications, l'information sur la phase n'est pas utile. S'en passer permet de simplifier la représentation graphique en domaine fréquentiel pour générer un spectre de fréquence ou de spectre en densité affiché par un analyseur spectral.